# Jemenitisch-Arabisch
Mit Jemenitisch-Arabisch bezeichnet man allgemein den jemenitischen Dialekt, d. h. die gesprochene arabische Umgangssprache, wie sie im Jemen benutzt wird.

## Merkmale des Dialekts
Das Jemenitisch-Arabische kommt (ähnlich wie Syrisch-Arabisch) dem Hocharabischen (Fus’ha), also der allgemeinen arabischen Schriftsprache, außerordentlich nah, jedoch besitzt es auch einige Charakteristika, die es von der Standardsprache unterscheiden. Der jemenitische Dialekt ist mit dem Dialekt Saudi-Arabiens eng verwandt.
Über die nordjemenitischen Dialekte – es gibt nicht nur einen jemenitischen Dialekt – hat Peter Behnstedt geforscht und einen Sprachatlas erstellt (Wiesbaden 1985). Nach Ettore Rossi (1939) untersuchte auch Hamdi Qafîsheh den Dialekt von San'â' (1993).

## Verbreitung
Wie alle Dialekte wird Jemenitisch-Arabisch nur gesprochen, für den Schriftverkehr wird allgemein das Hocharabische benutzt. Allerdings lässt sich auch hier eine Tendenz zur Verschriftlichung des Dialekts feststellen, so z. B. in einigen Internetforen, in denen einige Benutzer im arabischen Dialekt (allerdings oft im lateinischen Alphabet) schreiben. Diese geschriebene Form des Jemenitisch-Arabisch unterliegt jedoch weder einer Rechtschreibung, noch hat sie einen offiziellen Status.